# 陈乔 (南唐)
陈乔（？—975年），字子乔，五代十国南唐官员，豫章人，一说庐陵人。
其父陈濬在杨吴担任翰林学士，在南唐担任兵部尚书。陈乔文辞清丽，以孝亲闻名。以父荫被任命为太常奉礼郎，南唐烈祖李昪任命他为屯田员外郎、中书舍人。保大十六年（958年），后周夺取南唐淮南，司天奏报：“天象有大变，人主应该避位祈求消灾。”南唐元宗李璟想要摆脱政务，陈觉、李徵古推荐太傅兼中书令楚公宋齐丘摄政。李璟心中怨恨，立即命令中书舍人陈乔起草诏书实行。陈乔请求谒见，说：“陛下一旦签署这项诏令，我便不再能见陛下了。”就极力陈述不可如此的道理。李璟笑着说：“你也知道那样不行吗？”于是作罢。李璟对皇后和皇子们说陈乔是忠臣，宋齐丘被赐死时，陈乔没有被牵连。
建隆二年（961年），李璟迁都南昌，留陈乔在江宁府辅佐太子李煜监国。李煜即位后，任命陈乔为吏部侍郎、翰林学士承旨、枢密副使，后来以门下侍郎兼枢密使。贬为诸侯国制度后，改为右内史侍郎、兼光政院使，辅政。宋太祖召李煜入朝，陈乔劝说李煜不要前去。北宋大军攻打南唐，宋太祖派江国公李从镒劝李煜归降，陈乔坚决反对。刘澄献润州降宋，李煜没有追究他的家人，在陈乔的主张下，斩杀了他的父母妻儿。城破之前，陈乔想和李煜一起殉国，李煜不愿意。陈乔于是建议李煜杀了他，把逆命之罪都归咎给自己。李煜也不同意。陈乔在政事堂自缢身亡。